# Ushiro-Geri

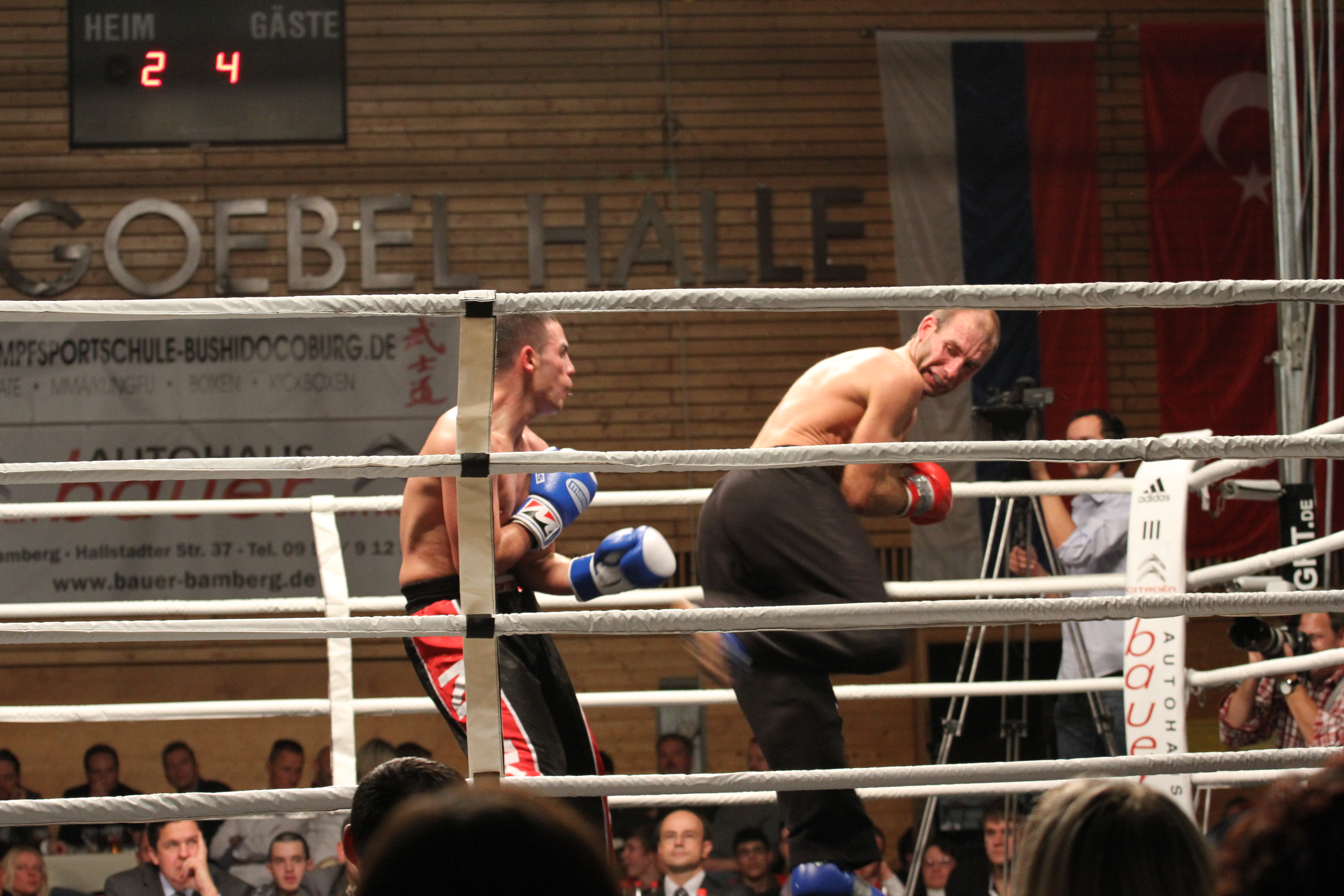
Ushiro-Geri im Kickboxen (Schritt 1)

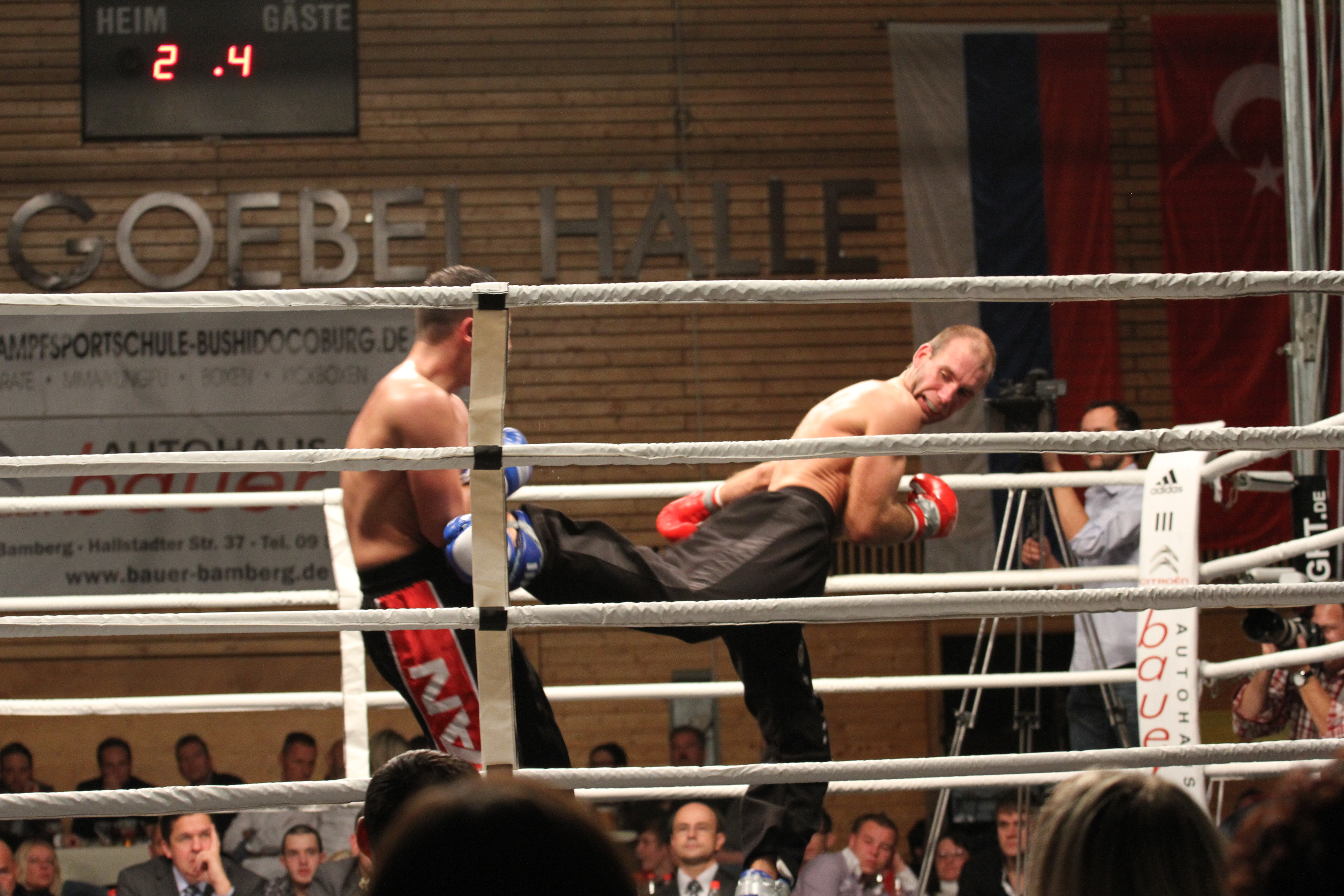
Ushiro-Geri im Kickboxen (Schritt 2)

Der Ushiro-Geri (後ろ蹴り jap. ushiro „rückwärts“, geri „Fußtritt“) ist ein Rückwärtsfußtritt in den japanischen Kampfkünsten.

## Anwendung
Der Ushiro-Geri dient ausschließlich als Angriffstechnik. Der besondere Schwierigkeitsgrad von Ushiro-Beintechniken liegt in der Balance und in der eingeschränkten Sicht nach hinten, was stets einen Blick über die Schulter erfordert. Ein perfekter Ushiro-Geri ist eine der stärksten Kampftechniken, gegen die es auch keinen Block gibt.
Wichtig ist hierbei die Distanz zwischen den Kämpfern. Bei kurzer Distanz ist der Ushiro-Geri nicht realisierbar. 
Der Ushiro-Geri wird im Wettkampf immer durch eine schmalere Kampfstellung (Kamae) vorbereitet. Ein zu breiter und tiefer Stand verhindert eine schnelle Drehung.

## Arten
Man unterscheidet folgende Arten von Ushiro-Geri:
- Ushiro-Geri Kekomi (gerader Rückwärtstritt)
Im Kihon wird dieser Fußtritt meist aus der Stellung Heisoku-Dachi geübt. Die Knie sind leicht angewinkelt, die Körperhaltung gerade. Für den Ansatz wird das Knie nach oben gezogen, der Fuß ist hochgezogen und der Blick geht über die trittseitige Schulter nach hinten. Es folgt das Anheben des Unterschenkels und dann der gerade Stoß nach hinten, wobei parallel dazu der Oberkörper leicht nach vorn geht. Stoßrichtung ist die Körpermitte (Ushiro-Geri Kekomi Chudan) oder der Kopfbereich (Ushiro-Geri Kekomi Jodan). Stoßfläche ist die Ferse (Kakato).

- Ushiro-Geri Keage (geschnappter Rückwärtstritt)
Im Wettkampf spielt dieser Fußtritt nur eine untergeordnete Rolle, in der Selbstverteidigung kann er im Gedan- und Chudan-Bereich schon eher von Bedeutung sein. Ausgangsbasis für die Grundtechnik ist auch hier Heisoku-dachi. Die Knie sind leicht angewinkelt, die Körperhaltung gerade. Für den Ansatz wird das Knie nach oben gezogen, der Fuß ist hochgezogen und der Blick geht über die trittseitige Schulter nach hinten. Es folgt das Anheben des Unterschenkels und dann der gerade Stoß nach hinten. Bevor das Bein jedoch durchgestreckt ist, wird es mit einer kräftigen, schnappenden Bewegung nach oben gezogen; der Oberkörper ist leicht gebeugt. Stoßrichtung ist Gedan, Chudan oder Jodan. Stoßfläche ist der hintere Bereich der Ferse.

- Ushiro-Mawashi-Geri (Tritt nach hinten)
Im Kihon wird dieser Fußtritt aus der Stellung Heisoku-Dachi geübt. Das tretende Bein wird nach vorn hochgezogen, die Zehen zeigen stark nach oben, das Standbein ist angewinkelt, Blick über die trittseitige Schulter. Der Stoß erfolgt in einem seitlichen Bogen nach hinten, bis sich zwischen Ober- und Unterschenkel ein 90°-Winkel bildet, der bis zum Abschluss der Technik unverändert bleibt. Hüft- und Oberkörperdrehung geben den Stoßimpuls. Auftreffpunkt ist die Ferse. Die Technik kann Chudan oder Jodan ausgeführt werden.

- Ushiro-Ura-Mawashi-Geri (halbkreisförmiger Rückwärtstritt)
Der Ushiro-Ura-Mawashi-Geri gehört zu den schwierigsten Fußtechniken. Auch hier ist die Ausgangsbasis im Kihon die Stellung Heisoku-Dachi. Die Knie sind leicht angewinkelt, die Körperhaltung gerade. Für den Ansatz wird das hintere Knie nach oben gezogen, der Fuß ist hochgezogen und der Blick geht über die trittseitige Schulter nach hinten. Jetzt klappt das Bein seitlich aus und es folgt eine kreisförmige Drehbewegung nach hinten, wobei der Winkel zwischen Ober- und Unterschenkel unverändert bei 90° bleibt und der Oberkörper leicht nach vorn gebeugt wird. Auftreffpunkt ist die Körpermitte (Ushiro-Ura-Mawashi-Geri Chudan) oder der Kopfbereich (Ushiro-Ura-Mawashi-Geri Jodan). Stoßfläche ist die Ferse (Kakato).